# Kalaceve, Bereznehuvate
Kalaceve (în ucraineană Калачеве) este un sat în așezarea urbană Bereznehuvate din regiunea Mîkolaiiv, Ucraina.

## Demografie
Componența lingvistică a localității Kalaceve
     Ucraineană (97,73%)
     Rusă (1,14%)
     Română (1,14%)
Conform recensământului din 2001, majoritatea populației localității Kalaceve era vorbitoare de ucraineană (97,73%), existând în minoritate și vorbitori de rusă (1,14%) și română (1,14%).